# Campionati del mondo di canottaggio 2000
I Campionati del mondo di canottaggio 2000 si sono tra il 1º e il 6 agosto a Zagabria, in Croazia.
Trattandosi di un anno olimpico, le discipline presenti a Sydney 2000 non sono state disputate.

## Medagliere
| Posizione | Paese       |    |    |    | Totale |
| --------- | ----------- | -- | -- | -- | ------ |
| 1         | Stati Uniti | 2  | 2  | 0  | 4      |
| 1         | Regno Unito | 2  | 2  | 0  | 4      |
| 3         | Germania    | 1  | 1  | 2  | 4      |
| 4         | Giappone    | 1  | 0  | 0  | 1      |
| 4         | Canada      | 1  | 0  | 0  | 1      |
| 4         | Finlandia   | 1  | 0  | 0  | 1      |
| 4         | Rep. Ceca   | 1  | 0  | 0  | 1      |
| 4         | Bielorussia | 1  | 0  | 0  | 1      |
| 9         | Australia   | 0  | 1  | 1  | 2      |
| 9         | Irlanda     | 0  | 1  | 1  | 2      |
| 9         | Romania     | 0  | 1  | 1  | 2      |
| 12        | Italia      | 0  | 1  | 0  | 1      |
| 12        | Polonia     | 0  | 1  | 0  | 1      |
| 14        | Francia     | 0  | 0  | 1  | 1      |
| 14        | Cina        | 0  | 0  | 1  | 1      |
| 14        | Spagna      | 0  | 0  | 1  | 1      |
| 14        | Slovacchia  | 0  | 0  | 1  | 1      |
| 14        | Danimarca   | 0  | 0  | 1  | 1      |
| Totale    | Totale      | 10 | 10 | 10 | 30     |

## Podi

### Maschili
| Evento | Oro | Perform. | Argento | Perform. | Bronzo | Perform. |
| M2+    | Stati Uniti Kurt Borcherding (b) Matthew Guerrieri (s) Nicholas Anderson (c) | 7:07.15  | Romania Daniel Mastacan (b) Nicolaie Taga (s) Marin Gheorghe (c) | 7:10.11  | Francia Vincent Maliszewski (b) Bernard Roche (s) Anthony Cornet (c) | 7:10.66  |
| M4+    | Regno Unito Rick Dunn (b) Toby Garbet (2) Graham Smith (3) Steve Williams (s) Toby Garbet (c)                                                                                    | 6:16.81  | Stati Uniti Ben Holbrook (b) James Neil (2) Garret Klugh (3) Ryan Torgerson (s) Jeffrey Lindy (c)                                                                    | 6:18.53  | Germania Lars Erdman (b) Wolfram Huhn (2) Lars Krisch (3) Andreas Werner (s) Joerg Dederding (c)                                                                           | 6:21.57  |
| LM1x   | Rep. Ceca Michal Vabrousek | 7:21.32  | Irlanda Sam Lynch | 7:22.02  | Slovacchia Lubos Podstupka | 7:27.94  |
| LM4x   | Giappone Hitoshi Hase (b) Takehiro Kubo (2) Kazuaki Mimoto (3) Daisaku Takeda (s)                                                                                                | 6:06.43  | Italia Simone Forlani (b) Daniele Gilardoni (2) Franco Sancassani (3) Mauro Baccelli (s)                                                                             | 6:08.84  | Spagna Juan Luis Aguirre Barco (b) Ruben Alvarez Hoyos (2) Alberto Dominguez Lorenzo (3) Juan Zunzunegui Guimerans (s)                                                     | 6:09.34  |
| LM2-   | Canada Ben Storey (b) Edward Winchester (s) | 6:49.55  | Regno Unito Peter Haining (b) Nick Strange (s) | 6:50.18  | Danimarca Morten Hansen Skov (b) Jesper Krogh (s) | 6:50.26  |
| LM8+   | Stati Uniti John Cashman (b) William Fedyna (2) Joshua Fien-Helfman (3) Angus Maclaurin (4) Erik Miller (5) Martin Schwartz (6) Steve Warner (7) Gabe Winkler (s) David Mack (c) | 5:55.04  | Regno Unito Phil Baker (b) Matt Beechey (2) James Brown (3) Ned Kittoe (4) Stephen Lee (5) James McGarva (6) Jim McNiven (7) Tim Middleton (s) Christian Cormack (c) | 5:58.06  | Australia Andrew Black (b) Shane Broad (2) Andrew Butler (3) Benjamin Ben Cureton (4) Glen Loftus (5) Karl Parker (6) Matt Russel (7) Michael Wiseman (s) Kenneth Chan (c) | 5:59.70  |

### Femminili
| Evento | Oro                                                                                          | Perform. | Argento                                                                                 | Perform. | Bronzo | Perform. |
| W4-    | Bielorussia Iryna Bazyleuskaya (b) Natallia Helakh (2) Olga Tratsevskaya (3) Marina Znak (s) | 6:44.90  | Polonia Aneta Belka (b) Honorata Motylewska (2) Iwona Tybinkowska (3) Iwona Zygmunt (s) | 6:47.16  | Romania Mariorara Ciobanu-Popescu (b) Crina Serediuc (2) Doina Spircu-Craciun (3) Aurica Barascu-Chirita (s) | 6:49.90  |
| LW1x   | Finlandia Laila Finska-Bezerra                                                               | 8:13.50  | Germania Angelika Brand                                                                 | 8:20.53  | Irlanda Sinead Jennings                                                                                      | 8:24.30  |
| LW4x   | Germania Maja Darmstadt (b) Michelle Darvill (2) Anna Kleinz (3) Karin Stephan (s)           | 6:54.16  | Australia Eliza Blair (b) Sally Causby (2) Amber Halliday (3) Catriona Roach (s)        | 6:56.78  | Cina Meiyun Tan (b) Yanni Wang (2) Yue Sun (3) Xiujuan Song (s)                                              | 6:58.21  |
| LW2-   | Regno Unito Malindi Myers (b) Miriam Taylor (s)                                              | 7:32.93  | Stati Uniti Stacey Borgman (b) Catherine Humblet (s)                                    | 7:35.80  | Germania Janet Raduenzel (b) Gunda Reimers (s)                                                               | 7:49.94  |